# Experimentklassade flygplan i Sverige

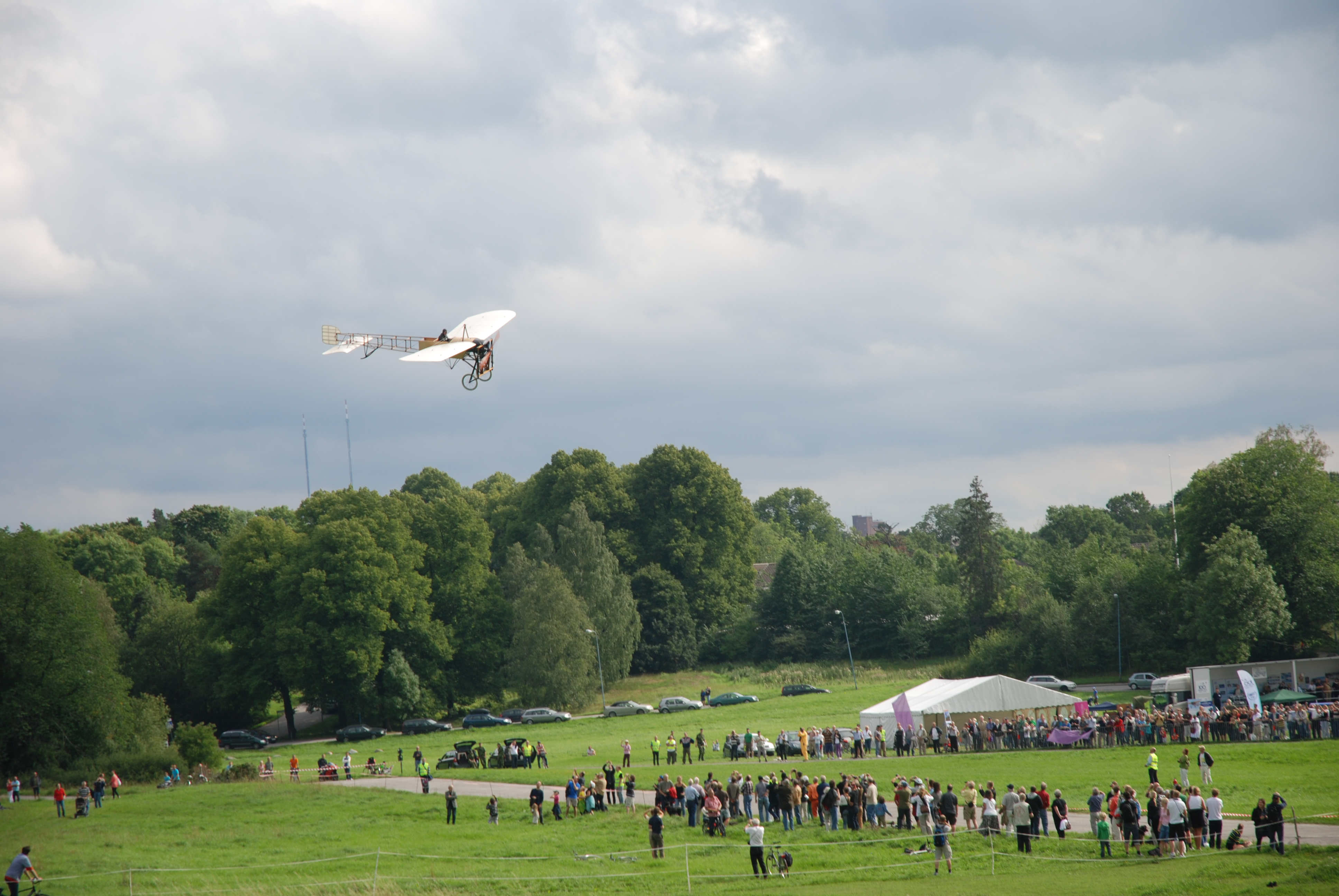
Mikael Carlson premiärflyger Tekniska Museets Blériot XI/Thulin A på Gärdet i augusti 2010

Experimentklassade flygplan i Sverige är svenskregistrerade flygplan som inte registrerats enligt klassning för flygplanstyp.

## Klassning av flygplan
Flygplan och andra luftfartyg är normalt typcertifierade. Det finns också möjlighet att för amatörbyggda flygplan och andra luftfartyg certifiera flygplan som experimentflygplan. Sådan certifiering kan också användas för äldre och udda fabriksbyggda typflygplan och fabriksbyggda civila provflygplan.
Ett amatörbyggt luftfartyg får ha högst 4 sittplatser och en högsta tillåtna flygvikt på 1,5 ton. Organisationen EAA Sverige har avtal med Transportstyrelsen och är i praktiken den organisation som leder amatörbyggnad av flygplan i Sverige.

## Urval av svenska experimentklassade flygplan med flygtillstånd
- SE-AMZ	Bleriot XI/Thulin A (1918)
- SE-XIL	FVM/CVM Tummelisa, Ö1
- SE-CWG	De Havilland DH 82 A Tiger Moth (1935)
- SE-CHG	De Havilland DH 82 A Tiger Moth
- SE-BPT	Klemm Kl 35 D (1940)
- SE-BPU	Klemm Kl 35 D (1941)
- SE-COG	De Havilland DH 82 A Tiger Moth	(1943)
- SE-AUR	Saab 91 D Safir (1946)
- SE-AWS	Fairchild 24W-41 Forwarder (1943)
- SE-AXB	Republic RC-3 Sea-Bee (1947)
- SE-BNN	Saab 91 A Safir	(1947)
- SE-CPG	Andreasson MFI-9 Junior (1962)